# Selección de fútbol de Mauritania
La selección de fútbol de Mauritania (en francés: Équipe de Mauritanie de football; en árabe: منتخب موريتانيا لكرة القدم‎) es el equipo representativo del país en las competiciones oficiales. Su organización está a cargo de la Federación de Fútbol de la República Islámica de Mauritania, perteneciente a la CAF.

## Estadísticas

### Copa Mundial de Fútbol
| Copa Mundial de Fútbol | Copa Mundial de Fútbol  | Copa Mundial de Fútbol  | Copa Mundial de Fútbol  | Copa Mundial de Fútbol  | Copa Mundial de Fútbol  | Copa Mundial de Fútbol  | Copa Mundial de Fútbol  |
| Año                    | Ronda                   | J                       | G                       | E                       | P                       | GF                      | GC                      |
| ---------------------- | ----------------------- | ----------------------- | ----------------------- | ----------------------- | ----------------------- | ----------------------- | ----------------------- |
| 1930 - 1958            | No existía la selección | No existía la selección | No existía la selección | No existía la selección | No existía la selección | No existía la selección | No existía la selección |
| 1962 - 1974            | No participó            | No participó            | No participó            | No participó            | No participó            | No participó            | No participó            |
| 1978                   | No clasificó            | No clasificó            | No clasificó            | No clasificó            | No clasificó            | No clasificó            | No clasificó            |
| 1982                   | No participó            | No participó            | No participó            | No participó            | No participó            | No participó            | No participó            |
| 1986                   | No participó            | No participó            | No participó            | No participó            | No participó            | No participó            | No participó            |
| 1990                   | No participó            | No participó            | No participó            | No participó            | No participó            | No participó            | No participó            |
| 1994                   | Se retiró               | Se retiró               | Se retiró               | Se retiró               | Se retiró               | Se retiró               | Se retiró               |
| 1998                   | No clasificó            | No clasificó            | No clasificó            | No clasificó            | No clasificó            | No clasificó            | No clasificó            |
| 2002                   | No clasificó            | No clasificó            | No clasificó            | No clasificó            | No clasificó            | No clasificó            | No clasificó            |
| 2006                   | No clasificó            | No clasificó            | No clasificó            | No clasificó            | No clasificó            | No clasificó            | No clasificó            |
| 2010                   | No clasificó            | No clasificó            | No clasificó            | No clasificó            | No clasificó            | No clasificó            | No clasificó            |
| 2014                   | No participó            | No participó            | No participó            | No participó            | No participó            | No participó            | No participó            |
| 2018                   | No clasificó            | No clasificó            | No clasificó            | No clasificó            | No clasificó            | No clasificó            | No clasificó            |
| 2022                   | No clasificó            | No clasificó            | No clasificó            | No clasificó            | No clasificó            | No clasificó            | No clasificó            |
| 2026                   | Por disputarse          | Por disputarse          | Por disputarse          | Por disputarse          | Por disputarse          | Por disputarse          | Por disputarse          |
| 2030                   | Por disputarse          | Por disputarse          | Por disputarse          | Por disputarse          | Por disputarse          | Por disputarse          | Por disputarse          |
| 2034                   | Por disputarse          | Por disputarse          | Por disputarse          | Por disputarse          | Por disputarse          | Por disputarse          | Por disputarse          |
| Total                  | 0/22                    | -                       | -                       | -                       | -                       | -                       | -                       |

### Copa Africana de Naciones
| Copa Africana de Naciones | Copa Africana de Naciones | Copa Africana de Naciones | Copa Africana de Naciones | Copa Africana de Naciones | Copa Africana de Naciones | Copa Africana de Naciones | Copa Africana de Naciones |
| Año                       | Ronda                     | J                         | G                         | E                         | P                         | GF                        | GC                        |
| ------------------------- | ------------------------- | ------------------------- | ------------------------- | ------------------------- | ------------------------- | ------------------------- | ------------------------- |
| 1957 - 1959               | No existía la selección   | No existía la selección   | No existía la selección   | No existía la selección   | No existía la selección   | No existía la selección   | No existía la selección   |
| 1962 - 1978               | No participó              | No participó              | No participó              | No participó              | No participó              | No participó              | No participó              |
| 1980                      | No clasificó              | No clasificó              | No clasificó              | No clasificó              | No clasificó              | No clasificó              | No clasificó              |
| 1982                      | No clasificó              | No clasificó              | No clasificó              | No clasificó              | No clasificó              | No clasificó              | No clasificó              |
| 1984                      | No participó              | No participó              | No participó              | No participó              | No participó              | No participó              | No participó              |
| 1986                      | No clasificó              | No clasificó              | No clasificó              | No clasificó              | No clasificó              | No clasificó              | No clasificó              |
| 1988                      | No participó              | No participó              | No participó              | No participó              | No participó              | No participó              | No participó              |
| 1990                      | Se retiró                 | Se retiró                 | Se retiró                 | Se retiró                 | Se retiró                 | Se retiró                 | Se retiró                 |
| 1992                      | No clasificó              | No clasificó              | No clasificó              | No clasificó              | No clasificó              | No clasificó              | No clasificó              |
| 1994                      | Se retiró                 | Se retiró                 | Se retiró                 | Se retiró                 | Se retiró                 | Se retiró                 | Se retiró                 |
| 1996                      | No clasificó              | No clasificó              | No clasificó              | No clasificó              | No clasificó              | No clasificó              | No clasificó              |
| 1998                      | No clasificó              | No clasificó              | No clasificó              | No clasificó              | No clasificó              | No clasificó              | No clasificó              |
| 2000                      | Se retiró                 | Se retiró                 | Se retiró                 | Se retiró                 | Se retiró                 | Se retiró                 | Se retiró                 |
| 2002                      | No clasificó              | No clasificó              | No clasificó              | No clasificó              | No clasificó              | No clasificó              | No clasificó              |
| 2004                      | No clasificó              | No clasificó              | No clasificó              | No clasificó              | No clasificó              | No clasificó              | No clasificó              |
| 2006                      | No clasificó              | No clasificó              | No clasificó              | No clasificó              | No clasificó              | No clasificó              | No clasificó              |
| 2008                      | No clasificó              | No clasificó              | No clasificó              | No clasificó              | No clasificó              | No clasificó              | No clasificó              |
| 2010                      | No clasificó              | No clasificó              | No clasificó              | No clasificó              | No clasificó              | No clasificó              | No clasificó              |
| 2012                      | Se retiró                 | Se retiró                 | Se retiró                 | Se retiró                 | Se retiró                 | Se retiró                 | Se retiró                 |
| 2013                      | No participó              | No participó              | No participó              | No participó              | No participó              | No participó              | No participó              |
| 2015                      | No clasificó              | No clasificó              | No clasificó              | No clasificó              | No clasificó              | No clasificó              | No clasificó              |
| 2017                      | No clasificó              | No clasificó              | No clasificó              | No clasificó              | No clasificó              | No clasificó              | No clasificó              |
| 2019                      | Fase de grupos            | 3                         | 0                         | 2                         | 1                         | 1                         | 4                         |
| 2021                      | Fase de grupos            | 3                         | 0                         | 0                         | 3                         | 0                         | 7                         |
| 2023                      | Octavos de final          | 4                         | 1                         | 0                         | 3                         | 3                         | 5                         |
| 2025                      | No clasificó              | No clasificó              | No clasificó              | No clasificó              | No clasificó              | No clasificó              | No clasificó              |
| 2027                      | Por definir               | Por definir               | Por definir               | Por definir               | Por definir               | Por definir               | Por definir               |
| Total                     | 3/35                      | 10                        | 1                         | 2                         | 7                         | 4                         | 16                        |

## Selección local

### Campeonato Africano de Naciones
| Campeonato Africano de Naciones | Campeonato Africano de Naciones | Campeonato Africano de Naciones | Campeonato Africano de Naciones | Campeonato Africano de Naciones | Campeonato Africano de Naciones | Campeonato Africano de Naciones | Campeonato Africano de Naciones |
| Año                             | Ronda                           | J                               | G                               | E                               | P                               | GF                              | GC                              |
| ------------------------------- | ------------------------------- | ------------------------------- | ------------------------------- | ------------------------------- | ------------------------------- | ------------------------------- | ------------------------------- |
| 2009                            | No clasificó                    | No clasificó                    | No clasificó                    | No clasificó                    | No clasificó                    | No clasificó                    | No clasificó                    |
| 2011                            | Se retiró                       | Se retiró                       | Se retiró                       | Se retiró                       | Se retiró                       | Se retiró                       | Se retiró                       |
| 2014                            | Fase de grupos                  | 3                               | 0                               | 0                               | 3                               | 4                               | 8                               |
| 2016                            | No clasificó                    | No clasificó                    | No clasificó                    | No clasificó                    | No clasificó                    | No clasificó                    | No clasificó                    |
| 2018                            | Fase de grupos                  | 3                               | 0                               | 0                               | 3                               | 0                               | 6                               |
| 2021                            | No clasificó                    | No clasificó                    | No clasificó                    | No clasificó                    | No clasificó                    | No clasificó                    | No clasificó                    |
| 2023                            | Cuartos de final                | 3                               | 1                               | 1                               | 1                               | 1                               | 1                               |
| 2025                            | Fase de grupos                  | 4                               | 2                               | 1                               | 1                               | 2                               | 1                               |
| Total                           | 4/8                             | 13                              | 3                               | 2                               | 8                               | 7                               | 16                              |

### Copa de Naciones Árabe
| Copa de Naciones Árabe | Copa de Naciones Árabe | Copa de Naciones Árabe | Copa de Naciones Árabe | Copa de Naciones Árabe | Copa de Naciones Árabe | Copa de Naciones Árabe | Copa de Naciones Árabe |
| Año                    | Ronda                  | J                      | G                      | E                      | P                      | GF                     | GC                     |
| ---------------------- | ---------------------- | ---------------------- | ---------------------- | ---------------------- | ---------------------- | ---------------------- | ---------------------- |
| 1963                   | No participó           | No participó           | No participó           | No participó           | No participó           | No participó           | No participó           |
| 1964                   | No participó           | No participó           | No participó           | No participó           | No participó           | No participó           | No participó           |
| 1966                   | No participó           | No participó           | No participó           | No participó           | No participó           | No participó           | No participó           |
| 1985                   | Fase de grupos         | 2                      | 0                      | 0                      | 2                      | 0                      | 4                      |
| 1988                   | No clasificó           | No clasificó           | No clasificó           | No clasificó           | No clasificó           | No clasificó           | No clasificó           |
| 1992                   | No participó           | No participó           | No participó           | No participó           | No participó           | No participó           | No participó           |
| 1998                   | No participó           | No participó           | No participó           | No participó           | No participó           | No participó           | No participó           |
| 2002                   | No participó           | No participó           | No participó           | No participó           | No participó           | No participó           | No participó           |
| 2009                   | Cancelado              | Cancelado              | Cancelado              | Cancelado              | Cancelado              | Cancelado              | Cancelado              |
| 2012                   | No participó           | No participó           | No participó           | No participó           | No participó           | No participó           | No participó           |
| Copa Árabe de la FIFA  |                        |                        |                        |                        |                        |                        |                        |
| 2021                   | Fase de grupos         | 3                      | 1                      | 0                      | 2                      | 3                      | 7                      |
| Total                  | 2/10                   | 5                      | 1                      | 0                      | 4                      | 3                      | 11                     |

## Uniformes
| 2024 Titular | 2024 Suplente | 2024 Tercero |

## Últimos partidos y próximos encuentros
Actualizado al último partido jugado el 13 de agosto de 2025
| Fecha      | Ciudad       | Local               | Resultado | Visitante       | Competición                            |
| ---------- | ------------ | ------------------- | --------- | --------------- | -------------------------------------- |
| 15-11-2024 | Francistown  | Botsuana            | 1:1       | Mauritania      | Clasificación Copa Africana 2025       |
| 19-11-2024 | Nuakchot     | Mauritania          | 1:0       | Cabo Verde      | Clasificación Copa Africana 2025       |
| 22-12-2024 | Nuakchot     | Mauritania          | 1:0       | Malí            | Clasificación Campeonato Africano 2025 |
| 29-12-2024 | Bamako       | Malí                | 0:0       | Mauritania      | Clasificación Campeonato Africano 2025 |
| 20-03-2025 | Lome         | Togo                | 2:2       | Mauritania      | Clasificación Copa Mundial 2026        |
| 25-03-2025 | Nuakchot     | Mauritania          | 0:2       | Rep. Dem. Congo | Clasificación Copa Mundial 2026        |
| 06-06-2025 | Casablanca   | Rep. Centroafricana | 1:2       | Mauritania      | Partido amistoso                       |
| 10-06-2025 | Casablanca   | Mauritania          | 0:0       | Burundi         | Partido amistoso                       |
| 29-07-2025 | Blida        | Argelia             | 2:2       | Mauritania      | Partido amistoso                       |
| 03-08-2025 | Dar es-Salam | Madagascar          | 0:0       | Mauritania      | Campeonato Africano 2025               |
| 06-08-2025 | Dar es-Salam | Tanzania            | 1:0       | Mauritania      | Campeonato Africano 2025               |
| 09-08-2025 | Dar es-Salam | Rep. Centroafricana | 0:1       | Mauritania      | Campeonato Africano 2025               |
| 13-08-2025 | Dar es-Salam | Mauritania          | 1:0       | Burkina Faso    | Campeonato Africano 2025               |
| 05-09-2025 | Nuakchot     | Mauritania          | -:-       | Togo            | Clasificación Copa Mundial 2026        |
| 09-09-2025 | Nuakchot     | Mauritania          | -:-       | Sudán del Sur   | Clasificación Copa Mundial 2026        |
| 10-10-2025 | TBD          | Sudán               | -:-       | Mauritania      | Clasificación Copa Mundial 2026        |
| 14-10-2025 | Dakar        | Senegal             | -:-       | Mauritania      | Clasificación Copa Mundial 2026        |
| -11-2025   | Doha         | Kuwait              | -:-       | Mauritania      | Clasificación Copa Árabe 2025          |

## Jugadores

### Última convocatoria
Lista de jugadores para la Copa Africana de Naciones 2021:
| No. | Pos. | Jugador              | Fecha de nacimiento (edad)         | Apa. | Goles | Club              |
| --- | ---- | -------------------- | ---------------------------------- | ---- | ----- | ----------------- |
| 1   | POR  | M'Backé N'Diaye      | 19 de diciembre de 1994 (30 años)  | 2    | 0     | Nouakchott King's |
| 16  | POR  | Mohamed El Mokhtar   | 10 de octubre de 2002 (22 años)    | 0    | 0     | Douanes           |
| 22  | POR  | Babacar Diop         | 17 de septiembre de 1995 (29 años) | 10   | 0     | Police            |
| 2   | DEF  | Souleymane Karamoko  | 29 de julio de 1992 (33 años)      | 2    | 0     | Nancy             |
| 3   | DEF  | Aly Abeid            | 11 de diciembre de 1997 (27 años)  | 44   | 2     | Valenciennes      |
| 4   | DEF  | Harouna Abou Demba   | 31 de diciembre de 1991 (33 años)  | 19   | 0     | Grenoble          |
| 5   | DEF  | Abdoul Bâ            | 8 de febrero de 1994 (31 años)     | 51   | 0     | Al Ahli Tripoli   |
| 13  | DEF  | Diadié Diarra        | 23 de enero de 1993 (32 años)      | 11   | 0     | GOAL FC           |
| 15  | DEF  | Houssen Abderrahmane | 3 de febrero de 1995 (30 años)     | 15   | 0     | Francs Borains    |
| 20  | DEF  | Abdoulkader Thiam    | 3 de octubre de 1998 (26 años)     | 10   | 0     | US Orléans        |
| 21  | DEF  | El Hassen Houeibib   | 31 de octubre de 1993 (31 años)    | 7    | 0     | Al-Zawraa         |
| 6   | MED  | Khassa Camara        | 22 de octubre de 1992 (32 años)    | 44   | 2     | NorthEast United  |
| 8   | MED  | Guessouma Fofana     | 17 de diciembre de 1992 (32 años)  | 5    | 0     | Cluj              |
| 12  | MED  | Almike N'Diaye       | 26 de octubre de 1996 (28 años)    | 10   | 1     | Vaulx-en-Velin    |
| 14  | MED  | Mohamed Dellahi Yali | 1 de noviembre de 1997 (27 años)   | 55   | 2     | Al-Nasr           |
| 17  | MED  | Abdallahi Mahmoud    | 4 de mayo de 2000 (25 años)        | 16   | 0     | NK Istra 1961     |
| 18  | MED  | Yacoub Sidi Ethmane  | 10 de diciembre de 1995 (29 años)  | 6    | 1     | AS Vita           |
| 23  | MED  | Mouhamed Soueid      | 31 de diciembre de 1991 (33 años)  | 9    | 1     | Tevragh-Zeina     |
| 24  | MED  | Ibréhima Coulibaly   | 30 de agosto de 1989 (35 años)     | 13   | 0     | Le Mans           |
| 26  | MED  | Bodda Mouhsine       | 18 de junio de 1994 (31 años)      | 12   | 0     | FC Nouadhibou     |
| 28  | MED  | Beyatt Lekweiry      | 11 de abril de 2005 (20 años)      | 0    | 0     | Douanes           |
| 7   | DEL  | Idrissa Thiam        | 2 de septiembre de 2000 (24 años)  | 9    | 0     | ASAC Concorde     |
| 9   | DEL  | Hemeya Tanjy         | 1 de mayo de 1998 (27 años)        | 26   | 3     | Nouadhibou        |
| 10  | DEL  | Adama Ba             | 27 de agosto de 1993 (31 años)     | 47   | 6     | Lamia             |
| 11  | DEL  | Oumar Camara         | 19 de agosto de 1992 (32 años)     | 7    | 0     | Beroe             |
| 19  | DEL  | Souleymane Doukara   | 29 de septiembre de 1991 (33 años) | 2    | 0     | Giresunspor       |
| 25  | DEL  | Pape Ibnou Ba        | 5 de enero de 1993 (32 años)       | 1    | 0     | Le Havre AC       |
| 27  | DEL  | Aboubakar Kamara     | 7 de marzo de 1995 (30 años)       | 6    | 1     | Aris              |
| 69  | DEL  | Felipe Sandez        | 1 de noviembre de 2001 (23 años)   | 6    | 1     | FC Nouadhibou     |

### Más partidos
Actualizado en julio de 2024
| Posición | Jugador           | Partidos | Goles | Carrera   |
| -------- | ----------------- | -------- | ----- | --------- |
| 1        | Souleymane Diallo | 76       | 0     | 2006–2019 |
| 2        | Yali Dellahi      | 73       | 3     | 2015–act  |
| 3        | Ismaël Diakité    | 68       | 9     | 2008–2022 |
| 4        | Bessam            | 66       | 13    | 2013–act. |
| 5        | Aly Abeid         | 65       | 3     | 2015–act. |
| 6        | Abdoulaye Gaye    | 58       | 2     | 2012–2020 |
| 7        | Hacen El Ide      | 54       | 9     | 2013–act. |
| 8        | Abdoul Ba         | 52       | 0     | 2013–act. |
| 9        | Moustapha Diaw    | 50       | 1     | 2015–2021 |
| 10       | Adama Ba          | 48       | 6     | 2013–2022 |

### Máximos goleadores
| Posición | Jugador           | Goles | Partidos | Promedio | Carrera      |
| -------- | ----------------- | ----- | -------- | -------- | ------------ |
| 1        | Bessam            | 13    | 66       | 0.2      | 2013–act.    |
| 2        | Hacen El Ide      | 9     | 54       | 0.17     | 2013–act.    |
| 2        | Ismaël Diakité    | 9     | 68       | 0.13     | 2008–2022    |
| 4        | Aboubakar Kamara  | 8     | 26       | 0.31     | 2021–act.    |
| 5        | Hemeya Tanji      | 7     | 46       | 0.15     | 2018–act.    |
| 6        | Boubacar Bagili   | 6     | 35       | 0.17     | 2015–2019    |
| 6        | Adama Ba          | 6     | 48       | 0.13     | 2013–2022    |
| 8        | Ahmed Sidibé      | 5     | 19       | 0.26     | 1994–2008    |
| 8        | Brahim Ould Malha | 5     | 23       | 0.22     | 1994–2002    |
| 8        | Mamadou Niass     | 5     | 45       | 0.11     | 2013–present |

## Entrenadores
- Noël Tosi (2003–2004)[1]
- Moustapha Sall (2006–2007)[2]
- Birama Gaye (2007)[3][4]
- Alain Moizan (2008)[5][6]
- Mohamed Harouna (2008)[6]
- Moustapha Sall (2010–2012)[7]
- Patrice Neveu (2012–2014)[8][9]
- Corentin Martins (2014–2021)[10][11]
- Gérard Buscher (interino- 2021)[12]
- Didier Gomes Da Rosa (2021–2022)[13][14]
- Amir Abdou (2022–2024)[14][15]
- Aritz López Garai (2024-presente)[16]